# Wang Shanshan
Wang Shanshan, född den 27 januari 1990 i Luoyang, är en fotbollsspelare (försvarare) från Kina. Hon var en del av Kinas trupp i världsmästerskapet i Kanada år 2015. Hon gjorde totalt två mål i mästerskapet; ett mot Nya Zeeland i den tredje gruppspelsmatchen och det avgörande målet mot Kamerun i åttondelsfinalen.
Wang Shanshan tillhör klubben Tianjin Huisen i den kinesiska ligan. Hon debuterade i landslaget i en match mot Tyskland den 2 mars 2012.